# Hanniwka (rejon wozniesieński)
Hanniwka (ukr. Ганнівка) – wieś na Ukrainie, w obwodzie mikołajowskim, w rejonie wozniesieńskim, w hromadzie Nowomarjiwka. W 2001 liczyła 479 mieszkańców, spośród których 441 wskazało jako ojczysty język ukraiński, 16 rosyjski, 21 mołdawski, a 1 ormiański.